# Seabiscuit (caballo)

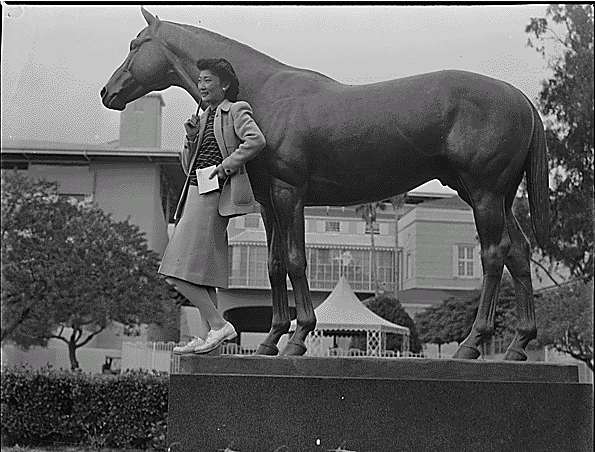
Estatua de Seabiscuit.

Seabiscuit (23 de mayo de 1933-17 de mayo de 1947) fue un caballo de carreras purasangre de Estados Unidos, campeón de múltiples carreras en ese territorio. Tras unos inicios poco prometedores, se convirtió en un triunfador inesperado y en un símbolo de esperanza para muchos estadounidenses durante la Gran Depresión. La historia de Seabiscuit fue adaptada al cine, en una primera película, La historia de Seabiscut (The Story of Seabiscuit), en 1949; en 2001, Laura Hillenbrand, escribió un libro sobre Seabiscuit titulado Seabiscuit: An American Legend, que posteriormente sería adaptado al cine en 2003 bajo el título Seabiscuit, película que fue nominada para el Óscar a la mejor película ese año.

## Primeros años
Seabiscut nació el 23 de mayo de 1933, hijo de Swing On y Hard Tack, que a su vez era hijo de Man O'War. El nombre de Seabiscuit, se le impuso por su padre, Hardtack, también denominada "Sea biscuit", que es como se conocen en inglés un tipo de galletas consumidas habitualmente por los marineros. El potro creció en Claiborne Farm, Paris (Kentucky), siendo entonces propiedad de Gladys Mills Phipps, dueño de una poderosa cuadra de caballos de carreras.
Sus primeros pasos fueron titubeantes, de poca clase y escasa calidad equina. Gustaba de dormir durante largos períodos y comer sin medida. Inicialmente fue entrenado por el legendario Sunny Jim Fitzsimmons, que ya había obtenido la llamada Triple Corona de Estados Unidos. Como gran especialista, Fitzsimmons vio cierto potencial en Seabiscut, pero consideró que el caballo era excesivamente perezoso y dispuso que la mayor parte del tiempo fuera utilizado como esparrin de Omaha, ganador de la Triple Corona en 1935. Así fue como Seabiscuit se encontró relegado a un tratamiento propio de puras razas de menor entidad. No pudo conseguir ni una sola victoria en ninguna de sus primeras diez carreras, y la mayoría de veces terminó con sus huesos retozando de nuevo en el campo. Después de eso, se le utilizaba tan solo para cubrir eventualidades, lesiones, etc., de último momento y el caballo se convirtió en el blanco de pesadas bromas. Alcanzados los dos años de edad Seabiscuit corrió treinta y cinco veces, que para el momento era un duro calendario de carreras: venció por primera vez y a lo largo de cinco ocasiones, terminando segundo en otras siete. Sin embargo, al final de la temporada fue empleado para otros fines mucho menos nobles para una pura raza como Seabiscuit: caballo de escolta, entrenar a otros caballos, etc.
Durante la siguiente temporada de carreras el potro perdió cualquier atisbo de espectacularidad y sus dueños lo vendieron al empresario de automóviles Charles S. Howard. Su precio, $7.500, no fue realmente un precio de ganga para un caballo de la época y se justificaba en que Fitzsimmons todavía pensaba que Seabiscuit tenía cierto potencial. En realidad, Seabiscuit nunca fue considerado como un mal caballo por Fitzsimmons, aunque tanto en la película de 2003 como en el libro de Hillenbrand presenten al pura sangre como mal considerado por sus primeros mentores. Muchos caballos de carreras, puras sangres, nunca llegan a estrenarse y no logran ganar ni una sola carrera en toda su vida. Definitivamente, Seabiscuit aún no había mostrado todo su potencial cuando Howard lo compró.

## 1936 - 1937: El comienzo del éxito

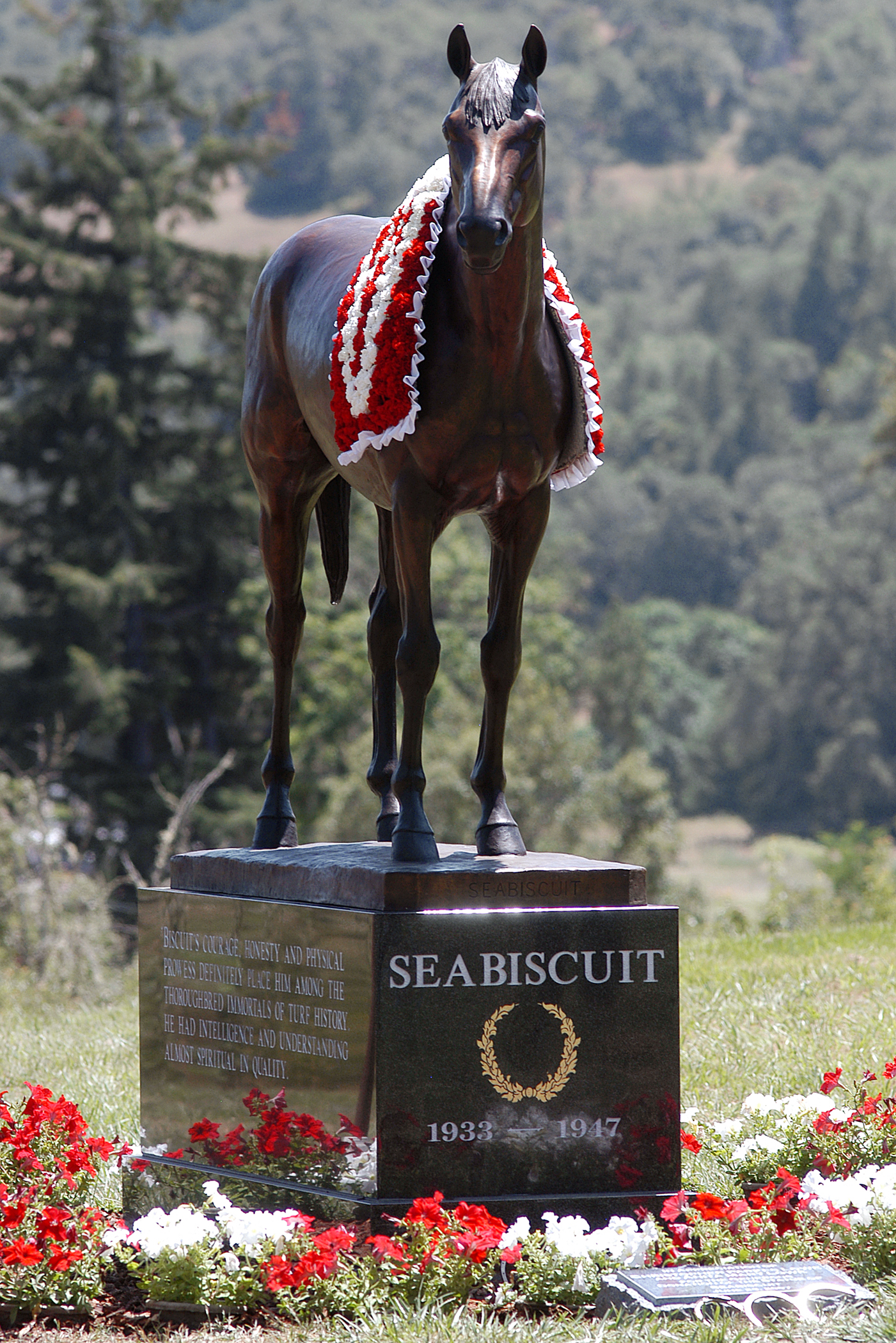
Monumento a Seabiscuit

Su nuevo entrenador, Tom Smith, entendió al caballo casi de inmediato, y sus heterodoxos métodos de entrenamiento sacaron gradualmente a Seabiscuit del letargo. Smith, montó el caballo con el jockey canadiense Red Pollard (1909-1981), que tenía algunas carreras de experiencia en el oeste y en México, y solo quedaba esperar que la suerte acompañara. El 22 de agosto de 1936 Seabiscuit corrió por primera vez, montado por su nuevo jinete y dirigido por Tom Smith, en Detroit, sin impresionar a nadie. Pero las mejoras no se hicieron esperar y en el resto de sus ocho carreras en el este, Seabiscuit y Pollard ganaron varias carreras, incluida la del Gobernador de Detroit, con una dotación de $5.600, y la del handicap de Scarsdale, dotada con 7.300 dólares, en Empire City Race Track, en Yonkers, Nueva York.
A principios de noviembre de 1936, Howard y Smith enviaron el caballo a California en un vagón de tren. Sus dos últimas carreras del año tendrían lugar en la bahía de Meadows, en el hipódromo de San Mateo, California, al sur de San Francisco, y arrojó algunas pistas sobre lo que estaba por venir. La primera fue el Puente de la Bahía, de $2.700, de más de una milla (1,6 km). Seabiscuit empezó mal pero, a pesar de llevar un peso superior de 116 libras (53 kg), recuperó hasta ganar por cinco cuerpos. Esta fórmula de competición fue reproducida en la prueba de la Feria Mundial, también de handicap, con Seabiscuit como líder en todo.
Para febrero de 1937, Howard y Smith volvieron su atención al Handicap de Santa Anita. La carrera más prestigiosa de California estaba dotada con un premio de más de $125.000 para el ganador, aproximadamente un millón y medio de dólares actuales, y era conocida coloquialmente como "el gran cien" en referencia a la dotación económica. En su primera carrera de calentamiento en Santa Anita Park, volvió a ganar con facilidad. Por desgracia, en su segunda carrera de 1937, el handicap de San Antonio, Seabiscuit sufrió un revés. Tropezó en la salida y luego fue empujado por el caballo que venía detrás. Terminó quinto, con la victoria Rosemont con autoridad.
A la semana siguiente los dos se reencontraron de nuevo en el Handicap de Santa Anita. Después de media milla, unos 800 metros, Seabiscuit parecía perfectamente situado para ganar, Pero, inexplicablemente, el caballo desaceleró en la recta final. La rápida llegada final de Rosemont superó a Seabiscuit por una nariz. La derrota resultó devastadora para Smith y Howard y fue atribuida a un error de monta de Pollard, quien pareció no haber visto llegar a Rosemont por encima del hombro hasta que se le emparejó y ya fue demasiado tarde. Efectivamente, se descubrió que había perdido la vista de un ojo en un accidente durante un viaje de formación, pero no durante un combate de boxeo como se sugiere en la película de 2003, un hecho que había ocultado durante toda su carrera por causas obvias. Independientemente, el caballo se estaba convirtiendo rápidamente en un claro favorito entre los aficionados a las carreras de California, y su fama se extendió a toda la nación ya que ganó sus siguientes tres carreras. Entonces Howard decidió de nuevo trasladar al caballo, esta vez hasta el circuito de carreras más prestigioso del Este norteamericano.
Una vez allí, la cadena de victorias de Seabiscuit continuó. Entre el 26 de junio y 7 el de agosto venció en cinco ocasiones, tantas como en carreras intervino a pesar del handicap de peso cada vez mayor, hasta 130 libras (59 kg). El 11 de septiembre, Smith aceptó un handicap de 132 libras (60 kg) para el Narragansett Especial. El día de la carrera el terreno estaba lento y pesado, completamente inadecuado para Seabiscuit incluso sino hubiera llevado handicap alguno. Seabiscuit nunca estuvo cabeza y acabó la carrera en tercer lugar, a cuatro cuerpos de Calumet Dick, que llevaba un handicap de solo 115 libras (52 kg). La racha se rompió, pero la temporada no había terminado. Seabiscuit ganó sus siguientes tres carreras, una con empate, antes de terminar el año con un segundo lugar en Pimlico.
En 1937 Seabiscuit ganó once de las quince carreras en las que corrió durante el año, y se proclamó líder de ganancias de los Estados Unidos. En la costa oeste se había convertido en una celebridad. Su carrera fue seguida fanáticamente por la radio y los periódicos, donde lleno noticiarios y cientos de páginas escritas. Incluso Howard, con su gran visión para los negocios, comercializó una amplia gama de productos con el nombre de Seabiscuit. Sin embargo, el Este resultó considerablemente menos impresionado. A los tres años de edad, un hijo de Man O'War, llamado War Admiral, había ganado la Triple Corona de esa temporada y fue votado con los máximos honores Caballo del Año.
Durante 1938, a la edad de cinco años, el éxito de Seabiscuit continuó. Desafortunadamente, el 19 de febrero Pollard sufrió una terrible caída mientras competía en la Feria Knightess con otro de los caballos de Howard. Pollard resultó con el pecho aplastado por el peso del caballo muerto y las costillas y el brazo roto. Howard probó otros tres jinetes antes de decidirse por George Woolf, viejo amigo de Pollard, para montar a Seabiscuit.
La primera carrera de Woolf fue el Handicap de Santa Anita, el "gran cien" que Seabiscuit había perdido por estrecho margen el año anterior. Seabiscuit tomó el exterior y, desde el principio, fue obstaculizado por otro caballo, el Conde Atlas. Los dos fueron juntos a lo largo de la primera recta, mientras que Woolf parecía tener a su caballo resuelto a la victoria. La pareja luchó con dureza y ahínco, pero fueron derrotados en un final de fotografía por la velocidad punta del ganador del Derbi de Santa Anita, llamado Tramoyista, propiedad del hijo de Charles Maxwell Howard, a quien se le había asignado un handicap 30 libras (13,6 kg) menor que el de Seabiscuit.
A lo largo de 1937 y 1938 los medios de comunicación estuvieron especulando sobre un mano a mano entre Seabiscuit y el aparentemente invencible War Admiral, engendrado por Man O'War, abuelo de Seabiscuit. Los dos caballos presentarían opciones para el desafío en tres ocasiones pero, el uno por el otro, ambos rehusarían en el último momento por lo general debido a la aversión de Seabiscuit por el terreno pesado. Después de extensas negociaciones, el mano a mano se organizó en mayo de 1938 en Belmont, pero una vez más Seabiscuit se borró en el último momento. En junio siguiente Pollard ya se había recuperado y el 23 de junio acordaron trabajar con un potro joven, llamado Young Modern. Asustado por algún movimiento extraño en la pista, el caballo salió de estampida a través de los establos y tiró a Pollard, rompiéndole de nuevo una pierna y aparentemente poniendo fin a su carrera profesional.
Finalmente se llevó a cabo un mano a mano, pero no fue contra War Admiral sino contra Ligaroti, un caballo muy considerado, propiedad del actor Bing Crosby, en un evento organizado para promover recursos benéficos y en el Hipódromo de Del Mar, en Del Mar, California. Con la monta de Woolf, Seabiscuit ganó la carrera a pesar de las pertinaces malas artes del jockey de Ligaroti.
Enviado de nuevo a la costa Este de los Estados Unidos, el 16 de octubre de 1938 Seabiscuit quedó segundo, por dos cuerpos, detrás de la yegua Jacola, que estableció un nuevo récord el hipódromo de Laurel Park de 1:37.00 para una milla.

## La carrera del siglo
El 1 de noviembre de 1938 se encontraron Seabiscuit y War Admiral en la que fue apodada "Carrera del Siglo". El evento en sí, de más de 1,33 millas (1,91 km), fue uno de los eventos deportivos más esperados en la historia de EE.UU. El hipódromo de Pimlico, el Race Course, estaba abarrotado de aficionados desde las gradas a la zona circundante del estadio. Se fletaron trenes desde todo el país para el desplazamiento de los aficionados, aproximadamente 40.000 en el hipódromo, a los cuales se sumaron otros 40 millones que escucharían el evento por la radio. War Admiral era el gran favorito, 4-1 para la mayoría de corredores de apuestas, así como para la casi totalidad de pronosticadores y periodistas deportivos, con exclusión de los incondicionales de California.
La explosiva velocidad de inicio de War Admiral, desde la misma puerta de los cajones de salida, era legendaria en aquellos momentos. Seabiscuit, por el contrario, acostumbraba a correr al ritmo del grupo, para explotar su punta de velocidad con una vertiginosa aceleración final y dejar así al grupo detrás. Desde el paseo habitual antes de comenzar la carrera, muy pocos le daban una oportunidad ante War Admiral, que se esperaba que se marchara desde la primera curva. Smith lo sabía, y había entrenado en secreto a Seabiscuit para correr en contra de su forma habitual. Con una campana de partida y un látigo enseñó al caballo a explotar su velocidad desde el principio, en vez salir al trote que acostumbraba desde la puerta de los cajones de salida.
Cuando sonó la campana, Seabiscuit se escapó del campeón de la Triple Corona. Woolf lo dirigió por el exterior durante los primeros 20 segundos. A mitad de la recta, War Admiral comenzó a atacar la cabeza de carrera, llegando poco a poco al nivel de Seabiscuit hasta colocarse ligeramente por delante. Siguiendo el consejo que había recibido de Pollard, Woolf estuvo conteniendo a Seabiscuit para permitir que el caballo viera a su rival y luego le pidió un mayor esfuerzo. A doscientos metros de la meta Seabiscuit se escapó de nuevo y siguió ampliando su ventaja a lo largo de la recta final, hasta ganar finalmente con claridad por cuatro cuerpos.
Por los excelentes resultado de sus carreras ese año, así como la victoria sobre War Admiral, Seabiscuit fue nombrado "Caballo del Año 1938". El único premio que se le seguía escapando era el Handicap de Santa Anita.

## Lesiones y retorno
Lamentablemente, Seabiscuit se lesionó durante una carrera. Su vida no estuvo en peligro, pero muchos predijeron que nunca volvería a correr. La lesión fue diagnosticada como rotura de ligamentos de la pata delantera izquierda. Con Seabiscuit fuera de acción, Smith y Howard se centraron en otro de sus caballos, un caballo argentino llamado Kayak II. Pero Pollard y Seabiscuit colaboraron de nuevo juntos en el rancho de Charles Howard, con Agnes, la nueva esposa de Pollard, que le atendió en su recuperación inicial. Así, poco a poco, caballo y jinete aprendieron a caminar de nuevo, superando de esa forma el incipiente alcoholismo de Pollard, al que le había conducido la extrema pobreza. Con la ayuda final de cierto médico local se intentó restablecer la maltrecha pierna de Pollard. Se la rompió de nuevo para ayudar a su restablecimiento funcional, y poco a poco Pollard recuperó la confianza para sentarse sobre el caballo. El uso de un aparato ortopédico para endurecer su pierna atrofiada le ayudó a montar de nuevo a Seabiscuit, primero durante largas caminatas y luego al trote y al galope. Howard se felicitó por su mejora, ya que deseaba ver a Seabiscuit volviendo a correr de nuevo, pero estaba muy preocupado por la participación de Pollard puesto que su pierna seguía siendo frágil.
Durante el otoño e invierno de 1939 la puesta a punto de Seabiscuit parecía mejorar día a día. Hacia finales del año, Smith estaba dispuesto a contratar la opinión de los veterinarios presentando de nuevo el caballo en los hipódromos, montado por alguno de los jinetes a su disposición. No obstante, poco antes de la prueba de su regreso Pollard engatusó a Howard en el transcurso del viaje. Como fuera, el caso es que finalmente ambos se alinearon en la salida de La Jolla Handicap, de Santa Anita, el 9 de febrero de 1940. En referencia a su historial fue una actuación anodina; Seabiscuit quedó tercero, superado por dos cuerpos, aunque mediante una remontada increíble. Después de este tercer puesto, Seabiscuit volvió a recuperar un estado de forma ganador y venció en el Handicap de San Antonio tras vencer a su antiguo compañero de entrenamiento, Kayak II, por dos cuerpos y medio. Cargado con un handicap de solo 124 libras,(56 kilos), Seabiscuit igualó el récord de una milla y 1/16.
Pero había una carrera aún pendiente. Una semana después de la de San Antonio, Seabiscuit y Kayak II tomaron la salida en el Handicap de Santa Anita y su famoso premio de $121.000. Setenta y ocho mil espectadores de pago se agolpaban en hipódromo, la mayoría respaldando al campeón y festejar su sorprendente regreso a la competición. El comienzo fue poco prometedor, y Pollard sintió a su caballo bloqueado casi desde el principio. No obstante, buscando su lugar en la pista, Seabiscuit fue líder durante algunos momentos. Poco después, Seabiscuit quedó atrapado en el tercer lugar, detrás del líder Whichcee y de Wedding Calls por el exterior. Confiando en la aceleración de su caballo, Pollard se coló entre los dos líderes y tomó la cabeza, pasando entonces a ocupar el lado de la barandilla. Como Seabiscuit mostraba su superioridad, tanto Whichcee como Wedding Calls vacilaron, y Pollard llevó por fin a su caballo a ganar el "gran cien" por un cuerpo y medio.
El 10 de abril se anunció oficialmente la retirada de las carreras de Seabiscuit. Cuando se le retiró al rancho de Ridgewood, cerca de Willits, California, Seabiscuit fue el caballo de carreras que más dinero había ganado de todos los tiempos. Engendró 108 potros, entre ellos dos caballos de carrera de moderado éxito: Sovereing of the Sea y Mar Swallow. Durante los siete años que pasó allí antes de su muerte, más de 50.000 personas visitaron Ridgewood Ranch para ver a Seabiscuit. La ubicación exacta de su tumba es todavía hoy un secreto, conocido tan solo por la familia Howard.
El 23 de junio de 2007, una estatua de Seabiscuit fue erigida en la morada y lugar de descanso final del excepcional pura sangre, Ridgewood Ranch.

## Seabiscuit en la cultura popular
En 1940, justo después de su espectacular victoria en Santa Anita, en el momento de su jubilación, el escritor especializado B.K. Beckwith escribió sobre Seabiscuit  La saga de un gran campeón , con un prólogo corto de Grantland Rice, que resume el impacto social de este caballo en el momento histórico que vivían los Estados Unidos.
En 1949, un relato de ficción se convirtió en la película  La historia de Seabiscuit , protagonizada por Shirley Temple y desempeñando el papel principal Sovereing of the Sea; donde se incluyeron las imágenes reales del mano a mano de Seabiscuit con War Admiral.
En 1963, el autor Ralph Moody escribió Come On Seabiscuit (ISBN 0-8032-8287-7), ilustrado por Robert Riger, y recientemente publicado por la imprenta de la Universidad de Nebraska Press. Se trata de la historia que sirvió de inspiración a Laura Hillenbrand. En el programa de radio Fresh Air, con Terry Gross, el 29 de julio de 2003, Hillenbrand, dijo del libro de Moody: Cuando tenía unos siete años encontré un libro para niños llamado  Come On Seabiscuit . ¡Fue maravilloso! Lo he leído tantas veces que se me rompió y todas las páginas se cayeron. Todavía lo tengo, y está envuelto con bandas de goma porque las páginas se caen por todas partes. Es un libro en prosa que sólo cuenta la historia del caballo.
En 2001, Laura Hillenbrand escribió Seabiscuit: An American Legend (ISBN 0-449-00561-5). El libro se convirtió en un best seller, y el 25 de julio de 2003 Universal Studios lanzó la película titulada Seabiscuit, que fue nominada a siete premios Oscar, incluyendo el de mejor película.
Hay una estatuilla de Seabiscuit en la biblioteca de Keeneland, donada por el empresario y propietario de caballos de carreras W. Arnold Hanger.
En Santa Anita Park, hay expuesta una estatua de bronce de tamaño natural de Seabiscuit. En 1958 fue votado para figurar en el Museo Nacional de Carreras y el Salón de la Fama. En el ranking de la revista Blood-Horse de los 100 mejores campeones pura sangre de EE.UU. del siglo XX, Seabiscuit está clasificado en vigésimo quinto lugar; War Admiral, decimotercero; y el abuelo de Seabiscuit, Man O'War, ocupa el primer lugar.
En 2009, gracias a los 8 años de insistencia y esfuerzos conjuntos de Maggie Van Östrand y Chuck Lustick, Seabiscuit fue honrado por el Servicio Postal de Estados Unidos con un sello y sobre que lleva su semblanza. Fueron recogidas miles de firmas por todo el país, y la aprobación final fue dada por Joan Mondale, esposa del ex vicepresidente de Estados Unidos, Walter Mondale.